# Habeas corpus
Habeas corpus je pojem angloamerického práva, který obecně obvykle označuje právo být uvězněn pouze na základě zákona, nikoli z vůle výkonné moci. Konkrétně se tak nazývá typ soudního předvolání, které má za cíl přezkoumat legálnost uvěznění. 
Habeas corpus je listina se soudním rozkazem (angl. writ), vydaná soudcem nebo soudem ve jménu panovníka. Nařizuje předvedení určité osoby před soud za účelem, který je v soudním příkazu uveden. Habeas corpus ad subjiciendum (dále jen habeas corpus) je plné jméno nejznámějšího z takových writů; nařizuje se v něm vězniteli (původně většinou šerifovi nebo nižšímu soudu), aby předvedl vězněnou osobu před soud za účelem vyšetření a rozhodnutí, zda je vězněna právem. Pokud soudce rozhodne, že neexistují evidentní důkazy (lat. prima facie evidence), které by věznění ospravedlňovaly, vězeň odejde od soudu jako svobodný člověk. Doručení žádosti (angl. petition) o habeas corpus soudci (vyššího soudu) je tedy postup, kterým se nespravedlivě vězněná osoba může dovolat nestranného soudce.
Anglosaští juristé jsou na habeas corpus jako na procesní záruku osobních svobod velmi hrdí a staví ho po bok práva na to být souzen před porotou. Nazývají ho velikým soudní příkazem (angl. the great writ) a tvrdí, že historicky daleko předešel podobné instituce na kontinentě.

## Původ a historický význam
William Blackstone, slavný anglický jurista z 18. století, datuje první použití tohoto writu do roku 1305 a vysvětluje důvod jeho existence tím, že „král má právo mít kdykoli přehled, proč je omezena svoboda jeho poddaných“. Ve skutečnosti je však možná ještě starší než Magna Charta.
Samotný výraz habeas corpus je latinský konjunktivní tvar, který znamená abys poskytl tělo. Příklad znění takového writu ve středověku:
Praecipimus tibi quod corpus A.B. in prisona nostra sub custodia tua detentum, ut dicitur, una cum die et causa captionis et detentionis suae [...], habeas coram nobis [...] ad subjiciendum et recipiendum ea quae curia nostra de eo adtunc et ibidem ordinare contigerit in hac parte. Et hoc nullatenus omittatis periculo incumbente. Et habeas ibi hoc breve.

Nařizujeme tobě, kdo tělo A. B. v našem vězení ve své úschově držíš, jak řečeno, spolu se dnem a příčinou jeho zajetí a zadržení [...], ať poskytneš našemu soudnímu dvoru [...] k podřízení se tomu a přijetí toho, co náš soudní dvůr tehdy a tam zváží v té věci. Nijak to neopomeň na tvé nebezpečí. A měj tam tuto listinu.
Nejdříve se habeas corpus zřejmě používal zcela prozaicky jako předvolání k soudu. Postupem času se z něj ale vyvinula záruka proti svévolnému uvěznění panovníkem, když k němu nebyl důvod podle zákona. Jako takový byl poprvé kodifikován v Zákoně o habeas corpus z roku 1679 (Habeas Corpus Act 1679). Přestože tento zákon „nevyhlašuje žádný princip ani neustavuje žádná práva, má z praktického hlediska cenu stovky ústavních článků zaručující svobodu,“ napsal jurista Albert Venn Dicey.
Habeas corpus ad subjiciendum figuruje v mnoha poučných příhodách z anglické soudní historie.
V roce 1670 byli uvězněni kvakeři William Penn a William Mead podle zákona o neoprávněném shromažďování více než pěti osob mimo prostor anglikánské církve (Conventicle Act). Porota, před kterou byli souzeni, však i přes naléhání soudce odmítala prohlásit, že šlo o nezákonné shromáždění. Rozzlobený soudce nechal porotu zavřít do žaláře bez jídla, vody a topení, dokud si to nerozmyslí. Porota v čele s Edwardem Bushelem však odmítla. Bushelovi se podařilo z vězení poslat žádost o habeas corpus soudci Vaughanovi, který ho udělil. Na základě tohoto případu pak Court of Common Pleas vynesl precedenční rozhodnutí, že člen poroty nesmí nikdy být za své rozhodnutí trestán, a také od té doby v Anglii nebyl.
Později se habeas corpus stal ochranou i proti věznění soukromými osobami.
Případ Jamese Somersetta z roku 1772 byl významným mezníkem na cestě ke zrušení otroctví v Anglii. Somersett byl otrok přivezený z Jamajky, který svému pánovi utekl z lodi. V Londýně se setkal s abolicionisty a následně měl smůlu – chytili ho a odvedli zpátky na loď. Jeho nové přátele napadlo poslat habeas corpus soudci Mansfieldovi. Ten Somersetta předvolal a při projednávání případu vážil komerční právo, které obchodování s otroky uznávalo, proti faktu, že anglické právo otroctví nedovolovalo. Případ ukončil tímto rozhodnutím: „Stav otroctví je takové povahy, že může vzniknout [...] pouze podle pozitivního práva [...]. Je tak ohavný, že [...] nemohu říct, že něco takového dovoluje nebo schvaluje právo Anglie; proto černoch musí být propuštěn.“

## Dnes

### Ve Spojeném království
V Británii dnes habeas corpus nemá praktický význam, žádá o něj málo lidí. Nahradil ho Zákon o policii a důkazech v trestním řízení z roku 1984 (Police and Criminal Evidence Act 1984), který stanovuje přesná pravidla předběžného zadržení a vyšetřovací vazby.
Královský rada Michael Zander, profesor na LSE však shrnuje jeho význam takto: „Habeas corpus má v [anglické] národní povaze mytické postavení. [...] Dosud představuje elementární princip, že nezákonné zadržení lze napadnout tak, že se okamžitě obrátíte na soudce – třeba po telefonu uprostřed noci.“
Lord Woolf (autor reforem anglického soudnictví z roku 1999) řekl, že Habeas Corpus Act 1679 je jedním ze „série nástrojů, kterým dnes připisujeme zvláštní ústavní status“, tedy že podle něj tvoří součást britské ústavy.

### Ve Spojených státech
Důležitou úlohu hraje habeas corpus dodnes ve Spojených státech. Právo na něj je zakotveno už v článku 1 sekce 9 odstavci 2 Ústavy Spojených států amerických, kde se píše: „Privilegium writu habeas corpus nebude pozastaveno, s výjimkou případů rebelie nebo invaze, kdy by to vyžadovala veřejná bezpečnost“.
Význam tohoto writu roste od druhé světové války. V dnešní době se užívá, když je překročena doba vazby, když je požadována přemrštěná kauce, v případech deportace a jako odvolání proti rozhodnutím vojenských soudů, pro zpochybnění extradice a v mnoha dalších případech. Dovolat se ho může jen ten, kdo je uvězněn a vyčerpal všechny ostatní opravné prostředky.
Nejčastěji se tohoto práva dovolávají již odsouzení vězni jako opravného prostředku vedle odvolání. Trestní justice je totiž převážně v kompetenci států, a habeas corpus je způsobem odvolání k federálnímu soudu s tím, že obhájce byl špatně připravený nebo nekompetentní. Odsouzení k smrti zase podávají žádost o habeas corpus, když se snaží zpochybnit ústavnost trestu smrti v daném státě.
Habeas corpus byl v USA pozastaven v několika případech za občanské války, počínaje 27. dubnem 1861 na spojnici mezi Washingtonem, D. C., a Philadelphií, důležité pro přesun unijních vojáků do hlavního města. Byl označen tehdejším předsedou Nejvyššího soudu za neústavní, neboť jej vyhlásil prezident Lincoln, ač pravomoc spadala do kompetence Kongresu. Později se objevilo ještě několik lokálně omezených pozastavení habeas corpus, 24. 9. 1862 pak celoplošně. Zatčeno bylo až 40 tisíc občanů, vesměs odpůrců války proti Jihu, včetně vydavatelů novin a opozičních politiků. Znovu rozhodoval Nejvyšší soud USA o otázce, zda byla či nebyla porušena platnost Habeas corpus, v roce 1942, v souvislosti se soudním procesem týkajícím se Operace Pastorius.
Habeas corpus se dostal do centra pozornosti po 11. září 2001. Nejprve byl omezen v roce 1996 zákonem proti terorismu a o trestu smrti (Antiterrorism and Effective Death Penalty Act), poté ještě v roce 2005 a 2006 zákonem o zacházení se zadrženými (The Detainee Treatment Act) a zákonem o vojenských komisích (Military Commissions Act). Podle těchto dvou zákonů se habeas corpus nevztahuje na tzv. nepřátelské bojovníky (enemy combatants). Tento zvláštní status byl přidělen mj. zajatcům z Afghánistánu, kteří se tím octli mimo ochranu mezinárodních dohod o válečných zajatcích, protože byli uvězněni na základně v zátoce Guantánamo, tedy mimo území USA, a zároveň ani nebyli americkými občany. Tito zadržení (detainees) se podle těchto zákonů nesměli obracet na federální soudy s žádostí habeas corpus za účelem přezkoumání legality jejich zadržení.
Následně se rozhořela kontroverze, zda tento zákon není protiústavní. V debatě o tom, jak vykládat prastaré formulace americké ústavy, nakonec Nejvyšší soud Spojených států zadrženým rozhodnutím v případu Boumediene v. Bush 12. června 2008 právo na habeas corpus přiřkl. Na silvestra roku 2011 Barack Obama podepsal zákon National Defense Authorization Act, který mj. umožňuje věznění osob podezřelých z terorismu na neomezeně dlouhou dobu bez sdělení obvinění, čímž princip Habeas Corpus stejně jako právo na rychlý soud anuloval.